# Hội Khoa học Tâm lý - Giáo dục Việt Nam
Hội Khoa học Tâm lý - Giáo dục Việt Nam, gọi gọn là Hội Tâm lý - Giáo dục Việt Nam, là tổ chức xã hội - nghề nghiệp của những người làm việc trong lĩnh vực tâm lý giáo dục tại Việt Nam .
Hội có tên giao dịch tiếng Anh giới thiệu trên trang web của Hội là Vietnam Association of Psychology & Education, viết tắt là VAPE . Tuy nhiên trong bản Điều lệ 2017 là Vietnam Psycho-Pedagogical Association, viết tắt là VPA .
Hội Tâm lý – Giáo dục học Việt Nam được thành lập ngày 20/12/1989 theo quyết định số 371/CT của Hội đồng Bộ trưởng, do Phó Chủ tịch Hội đồng Bộ trưởng Nguyễn Khánh ký. Ngày 19/4/2002 theo quyết định số 21/2002/QĐ-BTCCBCP, Hội được mang tên là "Hội Khoa học Tâm lý – Giáo dục Việt Nam"..
Điều lệ Hội được phê duyệt tại Quyết định của Bộ Nội vụ số 1667/QĐ-BNV ngày 08/05/2017 .
Trụ sở Hội đặt tại địa chỉ Số 106 phố Trần Hưng Đạo, phường Cửa Nam, quận Hoàn Kiếm, thành phố Hà Nội.
Hội Khoa học Tâm lý- Giáo dục Việt Nam hiện có 24 Hội thành viên ở cấp tỉnh, thành phố, 02 Hội ngành Quân đội và Công An, 06 Viện nghiên cứu, 01 Quỹ Tài năng trẻ Tâm lý học – Giáo dục học, gần 70 Trung tâm nghiên cứu ứng dụng khoa học Tâm lý-Giáo dục trực thuộc Hội, trên 100 Trung tâm và các chi hội khoa học Tâm lý- Giáo dục trực thuộc các Tỉnh, Thành Hội. Số hội viên của Hội hiện nay khoảng trên 8000 người.